# 間部耕苹
間部 耕苹（まなべ こうへい、1934年（昭和9年）1月20日 - 2013年（平成25年）5月7日）は、日本の実業家、テレビディレクター。日本テレビ放送網代表取締役社長や、日テレ・グループ・ホールディングス代表取締役会長、日本民間放送連盟副会長、デジタル放送推進協会理事長等を歴任した。富山市出身。

## 職歴
- 1956年3月 - 武蔵大学経済学部卒業。
- 1956年4月1日 - 日本テレビに入社。テレビドラマ演出など、制作部門を経て総合計画室次長や制作技術部長を歴任。
- 1975年4月 - 日本テレビ取締役制作技術部部長。
- 1982年9月 - 日本テレビ制作技術局局長。
- 1985年6月 - 日本テレビ取締役制作技術局局長。
- 1987年4月 - 日本テレビ取締役人事局局長。
- 1992年6月 - 日本テレビ常務取締役人事局長。
- 1994年5月 - 日本テレビ専務取締役。
- 1999年7月 - 日本民間放送連盟理事。
- 2001年6月 - 日本テレビ代表取締役副会長。
- 2003年6月 - 読売新聞グループ本社監査役。
- 2003年11月18日 - 「日本テレビ視聴率買収事件」が発覚したことを受け、萩原敏雄社長が副社長に降格したことに伴い、後任の社長に間部が就任[2]。
- 2004年4月 - 日本民間放送連盟副会長。
- 2005年6月 - 日本テレビ代表取締役相談役。
- 2007年4月 - 日テレ・グループ・ホールディングス代表取締役会長、スカパーJSAT（現・スカパーJSATホールディングス）取締役。
- 2007年6月13日 - デジタル放送推進協会理事長。
- 2013年5月7日 - 胃がんのために死去[3]。79歳没。叙正四位。

## 担当作品

### テレビ作品
- 1959年 - 1963年 ：「ママちょっと来て」（演出）[4]